# Копанище
Копанище — село в Лискинском районе Воронежской области.
Административный центр Копанищенского сельского поселения.

## География

### Улицы
- ул. Железнодорожная
- ул. Лисицына
- ул. Луговая
- ул. Мира
- ул. Молодёжная
- ул. Приозёрная приёмная

- ул. Свобода
- ул. Советская
- ул. Сосенка
- пер. Первомайский

## Население
| 1859 | 1897  | 2010 | 2012 | 2013 | 2014 | 2015 |
| ---- | ----- | ---- | ---- | ---- | ---- | ---- |
| 955  | ↗1380 | ↘958 | ↘934 | ↘909 | ↘891 | ↗893 |
| 2016 | 2017  | 2018 |      |      |      |      |
| ↘891 | ↗893  | ↘880 |      |      |      |      |

## Экономика, социальная сфера и инфраструктура
Два сельскохозяйственных предприятия: Открытое Акционерное Общество «Прогресс» и «ЛИСКО Бройлер».
Имеются — средняя школа, детский сад «Теремок», Дом культуры, библиотека, фельдшерско-акушерский пункт, почтовое отделение, столовая, а также 3 магазина:
- «Центральный»,
- «Родничок».